# Perophoridae
Perophoridae zijn een familie van zakpijpen (Ascidiacea) uit de orde van de Phlebobranchia.

## Geslachten
- Ecteinascidia Herdman, 1880
- Perophora Wiegmann, 1835